# Aeroporto Internacional de Newark
O Aeroporto Internacional de Newark (em inglês:  Newark Liberty International Airport) é um aeroporto internacional em Newark e Elizabeth, em Nova Jérsei. É um dos principais aeroportos da Área Metropolitana de Nova Iorque. O aeroporto possui três terminais (A, B e C) e tem um shuttle que liga os três terminais entre si, chamado AirTrain Newark.
O Aeroporto Internacional de Newark é o principal hub da companhia aérea norte-americana United Airlines. A TAP e a United Airlines operam voos diários de Lisboa para Newark. A United tem também voos diários para São Paulo.
Este aeroporto é atendido por uma rede de monotrilhos conhecida como AirTrain Newark, que faz a ligação entre esse aeroporto e a rede de transporte de trens e metrô da cidade de Nova Iorque.

## Voos para Portugal
| Companhia aérea  | Destinos      |
| ---------------- | ------------- |
| TAP Air Portugal | Lisboa, Porto |
| United Airlines  | Lisboa, Porto |

## Voos para o Brasil
| Cia Aéreas      | Destinos            |
| --------------- | ------------------- |
| United Airlines | São Paulo-Guarulhos |